# Peter Ustinov

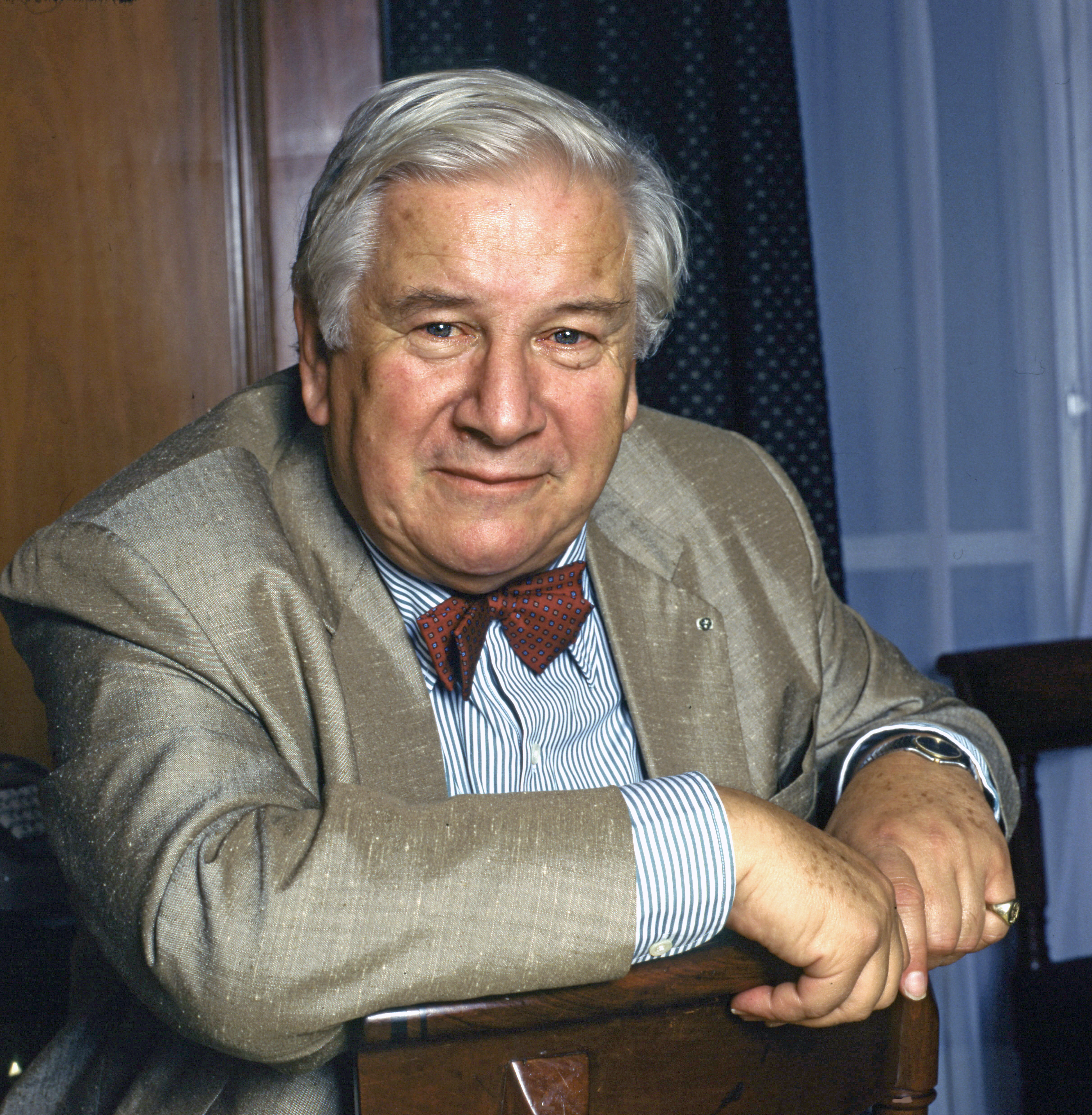
Peter Ustinov, Foto von Allan Warren (1986)

Sir Peter Alexander Freiherr von Ustinov, CBE, FRSA (* 16. April 1921 in London; † 28. März 2004 in Genolier, Kanton Waadt) war ein britischer Schauspieler, Synchronsprecher, Schriftsteller und Regisseur, der ab 1961 auch das Schweizer Bürgerrecht besaß.
Der mehrsprachige Ustinov machte sich einen Namen als Autor von zeitsatirischen Dramen, darunter Romanoff und Julia (1956), Erzählungen, Essays, Kolumnen, Romanen, Novellen und Drehbüchern. International bekannt wurde der zweifache Oscar-Preisträger durch seine Filmrollen in Quo vadis? (1951), Spartacus (1960), Topkapi (1964) und Tod auf dem Nil (1978). Als Regisseur inszenierte er Opern wie Die Zauberflöte und Don Giovanni sowie dramatische Texte und Filme. Er schuf außerdem Karikaturen, Kostüm- und Bühnenbilder, humoristische Begleittexte zu musikalischen Werken und war weltweit gern gesehener Gast in Talkshows sowie Conférencier eigener One-Man-Shows. Seine vielseitigen künstlerischen Tätigkeiten und sein internationales Wirken brachten ihm mehrfach die Titulierung „Multitalent“ ein.
Der bekennende Kosmopolit war ab 1968 UNICEF-Sonderbotschafter, ab 1990 Vorsitzender des World Federalist Movement und 1999 Gründer der Peter Ustinov Stiftung zur Verbesserung der Lebensbedingungen von Kindern und Jugendlichen. In seinen letzten Lebensjahren widmete er sich der Bekämpfung von Vorurteilen und etablierte aus diesem Grund Lehrstühle zur Vorurteilsforschung in Budapest, Durham und Wien. Von 1968 bis 1974 war Ustinov Rektor der University of Dundee, von 1992 bis zu seinem Tod amtierte er als Kanzler der University of Durham. 1990 wurde er von Elisabeth II. zum Knight Bachelor erhoben.

## Biografie

### Familie und Abstammung
Ustinov wurde am 16. April 1921 als Peter Alexander Baron von Ustinov im Stadtteil Swiss Cottage im London Borough of Camden geboren, getauft in Schwäbisch Gmünd als Petrus Alexandrus. Die Schreibweise des Nachnamens seines Großvaters Plato Grigorjewitsch war noch Ustinow.
Sein Vater Jona von Ustinov (1892–1962), ein Diplomat und Journalist, war im osmanischen Palästina als Sohn des von Geburt russischen, aber 1876 in Württemberg eingebürgerten Plato von Ustinow und der äthiopisch- und deutschstämmigen Magdalena Hall, einer Enkelin des deutschen Afrikaforschers und Malers Eduard Zander, geboren und hatte in der Schweiz und im französischen Grenoble studiert. Während des Ersten Weltkrieges diente er als Flieger in der deutschen Armee. Baron Ustinov, dessen Spitzname „Klop“ war (russisch für „Wanze“), arbeitete einige Jahre als Korrespondent in Berlin und Amsterdam, bis er eine Anstellung bei der deutschen Botschaft in London bekam. 1935 ließ er sich mit seiner Familie ins Vereinigte Königreich einbürgern, da er aufgrund der rassistischen Nürnberger Gesetze aus dem deutschen Staatsdienst ausscheiden musste. Im Zweiten Weltkrieg war Jona von Ustinov als Agent für den britischen Inlandsgeheimdienst MI5 tätig.
Peters Mutter war Nadeschda Leontjewna Benois (1896–1975), eine Bühnenbildnerin und Tochter des russischen Architekten Leonti Nikolajewitsch Benois, aus der französischstämmigen Familie Benois. Am 17. Juli 1920 schloss sie die Ehe mit Jona von Ustinov.
Über seine Herkunft erzählte Peter Ustinov später gerne: „Ich wurde in Sankt Petersburg gezeugt, in London geboren und in Schwäbisch Gmünd evangelisch getauft.“ Verfolgt man die Wurzeln seiner Ahnen, so lässt sich feststellen, dass er russischer, französischer, deutscher, schweizerischer, italienischer und (durch seine Urgroßmutter Welette-Iyesus) äthiopischer Abstammung war. Offiziell war Ustinov zeit seines Lebens britischer Staatsbürger, sah sich selbst allerdings stets als Weltbürger, was er mit den Worten zu umschreiben pflegte: „Ich bin ethnisch sehr schmutzig und sehr stolz darauf.“ 1961 nahm er auch das Schweizer Bürgerrecht an.

### Kindheit und Jugend
Ustinov wuchs in London auf und genoss während seiner Kindheit und Jugendzeit eine mehrsprachige Erziehung. Zu Hause lernte er Englisch, Russisch, Deutsch und Französisch, später dann auch Italienisch, Spanisch, Neugriechisch und Türkisch. In seinen Auftritten als Erzähler und Komiker zeigte er seine Begabung, auch unterschiedliche Dialekte und Akzente dieser Sprachen anschaulich zu machen.
Nach eigener Aussage war Ustinovs erste Rolle die eines Schweins bei einer kleinen Aufführung in seinem Kindergarten. Er selbst betrachtete sich rückblickend als eher mittelmäßigen Schüler, der vor allem Probleme mit dem Fach Mathematik hatte. Von Seiten seiner Mitschüler musste er des Öfteren Kommentare zu seiner ethnischen Herkunft und seinem vergleichsweise ungewöhnlichen Namen über sich ergehen lassen. Seit 1934 besuchte er die Eliteschule Westminster, die er jedoch verabscheute und nach knapp drei Jahren verließ. Zu seinen dortigen Schulkameraden gehörte der spätere Bankkaufmann Rudolf von Ribbentrop (1921–2019), der älteste Sohn des späteren nationalsozialistischen Außenministers Joachim von Ribbentrop. Ustinov absolvierte eine Schauspielausbildung am London Theatre Studio unter der Leitung von Michael St. Denis und trat im Alter von 17 Jahren in seiner ersten professionellen Rolle in Der Waldschrat auf. Seine Leidenschaft und Begeisterung für die Schauspielerei und das Theater legten schon bald den Grundstein für das Schreiben eigener Werke: 1942 wurde sein erstes Theaterstück House of Regrets im Arts Club uraufgeführt.

### Zweiter Weltkrieg
Ende der 1930er Jahre folgten mehrere Theaterengagements, bis Ustinov 1940 seine erste kleine Filmrolle in Hullo, Fame! spielte. Im selben Jahr heiratete er Isolde Denham, die Halbschwester von Angela Lansbury. Aus dieser 1950 geschiedenen Ehe stammt Tochter Tamara Ustinov, die als Schauspielerin in die Fußstapfen beider Elternteile trat. Ustinovs erste größere Filmrolle folgte 1942 mit The Goose Steps Out. Seinen vollständigen Namen hatte er schon in frühen Lebensjahren zu „Peter Ustinov“ abgekürzt.
Ab 1942 absolvierte Ustinov seinen Wehrdienst während des Zweiten Weltkriegs in der British Army. Sein Vorgesetzter war der Schauspieler David Niven. Später sagte Ustinov, dass ihn die Zeit beim Militär und während des Krieges tief geprägt und in seinem pazifistischen und humanistischen Denken beeinflusst habe. Um Erfahrungen beim Film zu sammeln, trat er der Schauspieler-Einheit bei und hatte dort kleinere Rollen in Propagandafilmen; zu der 1943 erschienenen Produktion The New Lot schrieb er auch erstmals das Drehbuch.
Nach seiner Entlassung aus der Armee begann Ustinov seine künstlerische Vielseitigkeit zu entfalten. Bei dem Film School for Secrets von 1946 zeichnete er für Regie, Produktion und Drehbuch verantwortlich. In den 1940er Jahren folgten weitere Filme unter seiner Regie und aus seiner Feder. Daneben trat Ustinov auch am Theater weiterhin als Regisseur und Autor – aber auch als Kritiker – in Erscheinung.

### Internationales Wirken
Im Jahr 1950 begannen die Probeaufnahmen für Mervyn LeRoys Verfilmung des Romans Quo Vadis von Henryk Sienkiewicz. Bei diesen hatte Ustinov als römischer Kaiser Nero erstmals Gelegenheit, sein darstellerisches Potential gegenüber kritischen Hollywood-Produzenten unter Beweis zu stellen. Dennoch zögerten sie ein ganzes Jahr lang mit ihrer Entscheidung, da sie den 30-jährigen Schauspieler für zu jung hielten. Doch Sam Zimbalist, der Produzent des Films, erhielt von Ustinov die telegrafische Mitteilung, dass er für die Rolle bald zu alt sei, wenn man noch länger warte, da Nero selbst bereits mit 31 Jahren gestorben sei; daraufhin wurde er engagiert. Mit der Darstellung des selbstherrlichen, geisteskranken und größenwahnsinnigen Kaisers gelang Ustinov der internationale Durchbruch. Für seine Leistung wurde er mit einem Golden Globe ausgezeichnet und für einen Oscar nominiert.
1954 heiratete Ustinov die kanadische Schauspielerin Suzanne Cloutier. Aus der Ehe, die nach einigen Jahren ebenfalls geschieden wurde, gingen die drei Kinder Igor, Pavla und Andrea hervor. Sohn Igor ist Bildhauer und wahrt als Kuratoriumsmitglied der Sir-Peter-Ustinov-Stiftung inzwischen das Vermächtnis seines Vaters.
1955 spielte er den polyglotten Stallmeister in Max Ophüls letztem Kinofilm Lola Montez.
Sein Sprachtalent nutzte Ustinov sowohl für Rollenangebote zusätzlich zu englischsprachigen Filmproduktionen als auch ab und zu für die Selbst-Synchronisierung ins Deutsche oder Französische. Zudem verfasste er weitere Theaterstücke, in denen er auch als Darsteller und Regisseur mitwirkte. Sehr erfolgreich war er Mitte der 1950er Jahre mit Romanoff und Julia, das den Ost-West-Konflikt parodierte und ihm 1958 während der Laufzeit des Stücks am New Yorker Broadway zwei Nominierungen für einen Tony Award einbrachte. 1961 setzte Ustinov den Stoff auch filmisch um. In den 1950er Jahren profilierte er sich in Filmen wie Beau Brummell und Wir sind keine Engel. Seine Darstellung des Gladiatorenmeisters Batiatus in Stanley Kubricks Monumentalfilm Spartacus trug ihm 1961 einen Oscar als bester Nebendarsteller ein. 1957 spielte er in Henri-Georges Clouzots Politthriller Spione am Werk die Hauptrolle des sowjetischen Geheimagenten Michel Kaminsky.

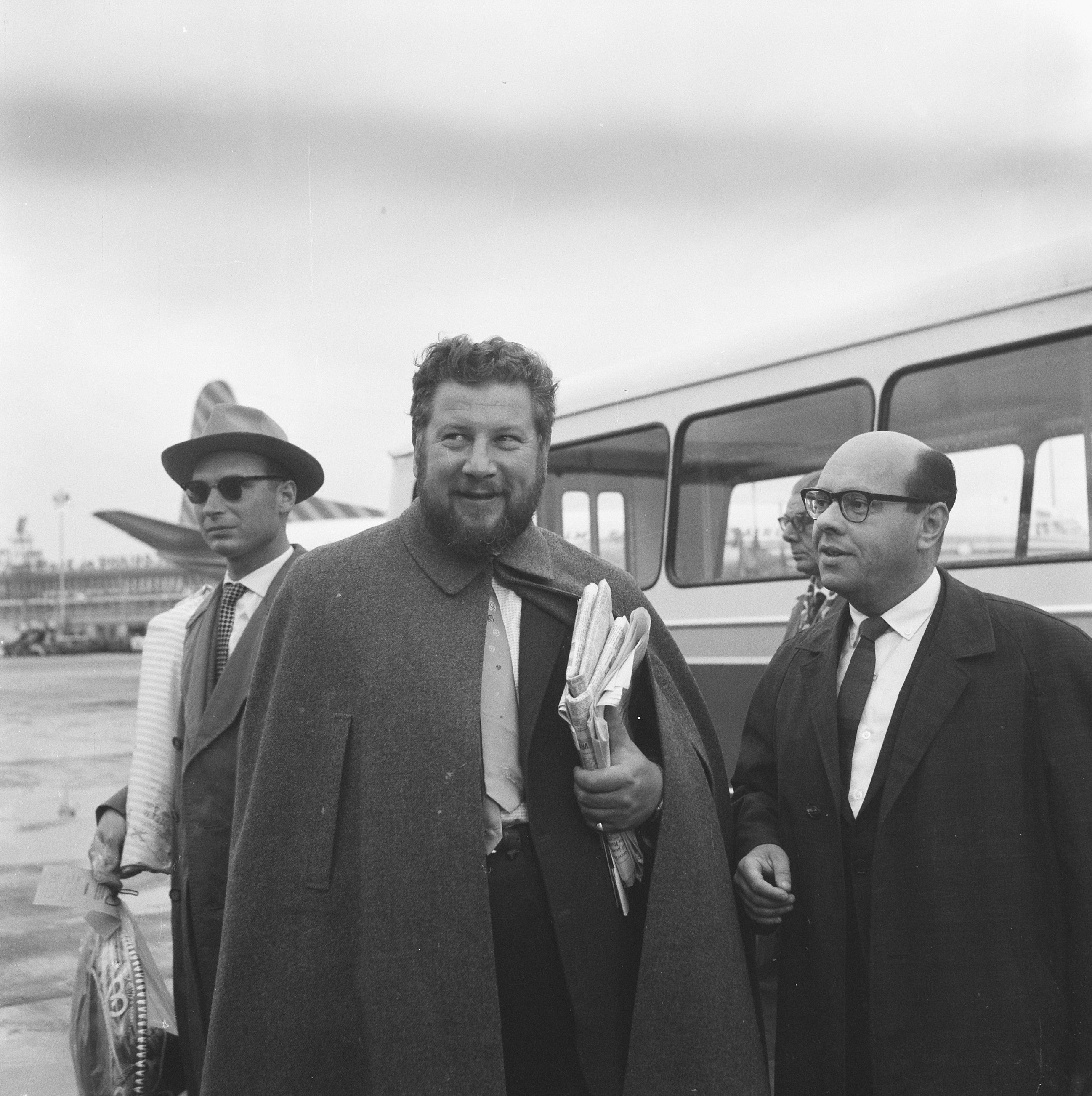
Ustinov in den Niederlanden (1962)

1961 verfilmte Ustinov als Regisseur Herman Melvilles Kurzroman Billy Budd (deutscher Titel: Die Verdammten der Meere) und spielte darin selbst die Rolle des Kapitäns. 1962 inszenierte er erstmals eine Oper, und zwar den Einakter Die Spanische Stunde von Maurice Ravel am Royal Opera House in London. Bis Ende der 1990er Jahre sollten weitere Operninszenierungen in ganz Europa folgen, u. a. von Wolfgang Amadeus Mozarts Die Zauberflöte und Don Giovanni. Daneben setzte Ustinov weiterhin eigene Theaterstücke wie Endspurt (1962) oder Halb auf dem Baum (1967) in Szene.
Gelobt wurde 1964 auch seine Darstellung in der Gaunerkomödie Topkapi von Jules Dassin an der Seite von Melina Mercouri und Maximilian Schell. Hierfür wurde er wiederum mit einem Oscar ausgezeichnet. 1965 folgte der Film Lady L mit David Niven und Sophia Loren in den Hauptrollen. Loren war es auch, die im selben Jahr den Oscar für ihren Kollegen Ustinov entgegennahm, da dieser verhindert war. In den nächsten Jahren wirkte er auch in einigen Filmproduktionen zweitklassiger Qualität mit, die dank seiner Präsenz dennoch teilweise große Resonanz fanden, so etwa im Disney-Film Käpt’n Blackbeards Spuk-Kaschemme. Neben Elizabeth Taylor, Richard Burton und Alec Guinness war Ustinov 1967 in Die Stunde der Komödianten nach dem Roman von Graham Greene zu sehen. 1968 spielte er gemeinsam mit Maggie Smith in der Filmkomödie Das Millionending; für das Originaldrehbuch, das er zusammen mit dem Autor Ira Wallach verfasst hatte, war er erneut für einen Oscar nominiert.
Viele von Ustinovs Theaterstücken bildeten die Grundlage für Fernsehproduktionen. Neben seiner literarischen Betätigung trat er in Fernsehspielen und Shows auf und erhielt dreimal einen Emmy als Hauptdarsteller in einem Film (1958 für Omnibus: The Life of Samuel Johnson, 1967 für Barefoot in Athens und 1970 für A Storm in Summer). Im Gegensatz zu anderen Hollywoodstars trat er vielfach im Fernsehen auf und war ein gern gesehener Talkshowgast. In solchen Gesprächsrunden schöpfte Ustinov aus seinem großen Schatz an Erzählungen, Witzen und Anekdoten. Er wirkte ab den 1960er Jahren auch als vielgelobter Unterhaltungskünstler, der neben seiner Filmkarriere weltweit im Fernsehen und auf Veranstaltungen in Erscheinung trat.
Ustinov war aber nicht nur ein Beobachter und Kritiker seiner Zeit. Er setzte sich ebenso für Pazifismus, Völkerverständigung und Equilibrismus ein. In den 1950er Jahren trat er den Weltföderalisten bei und von 1990 bis zu seinem Tod fungierte er als deren Vorsitzender. 1968 wurde er zum Sonderbotschafter des UN-Hilfswerkes UNICEF ernannt; im selben Jahr trat er auch – ohne einen anerkannten Schul- oder Studienabschluss – sein erstes akademisches Amt als Rektor der schottischen Universität Dundee an (1969 wurde er dort außerdem zum Ehrendoktor der Rechte ernannt). Als UNICEF-Botschafter bereiste Ustinov seitdem kontinuierlich den ganzen Erdball, er wollte als „Brückenbauer“ zu einer besseren, demokratischen Welt beitragen. Ziel des World Federalist Movement war zudem eine verstärkte Demokratisierung der Vereinten Nationen und die umfassende Neuordnung internationaler Beziehungen.
1971 heiratete er die Journalistin und Schriftstellerin Hélène du Lau d’Allemans, mit der er bis zuletzt in einem Haus in Bursins am Genfersee lebte. 1972 wurde Ustinov im Rahmen der Berliner Filmfestspiele für seine künstlerische Differenziertheit auf den unterschiedlichsten Gebieten mit einem Silbernen Bären geehrt. 1974 gab er seine Rektorstelle an der Universität Dundee an den britischen Autor und Politiker Clement Freud ab. Ab Mitte der 1970er Jahre konzentrierte er sich auch wieder auf seine Arbeit als Filmschauspieler und trat u. a. 1976 neben Michael York und Jenny Agutter als „Alter Mann“ in dem Science-Fiction-Film Flucht ins 23. Jahrhundert auf und auch als Engländer neben Heinz Rühmann in Kein Abend wie jeder andere, der im Haasenhof in Lübeck gedreht wurde.
1977 erschien Ustinovs Autobiographie Ach du meine Güte! Unordentliche Memoiren (engl. Dear Me!), in der er sich auch seiner Anfangsjahre in Hollywood erinnerte und die Zusammenarbeit mit Filmkollegen schilderte. Für dieses Buch, das in der deutschen Neuauflage von 1990 unter dem Titel Ich und ich erschien, erhielt Ustinov den französischen Literaturpreis Prix de la Butte.

Großer Beliebtheit erfreute sich Ustinovs Verkörperung des Meisterdetektivs „Hercule Poirot“ nach der Vorlage von Agatha Christie. 1978 kam der starbesetzte Film Tod auf dem Nil in die Kinos; obwohl sich Ustinovs Darstellung im Gegensatz zu der von Albert Finney in Mord im Orient-Expreß von 1974 zunehmend an seiner eigenen Person orientierte, brachte das breite Kinopublikum in erster Linie ihn mit dieser Rolle in Verbindung. 1979 wurde der Film mit einem Oscar für die besten Kostüme ausgezeichnet und Ustinov selbst für einen British Academy Film Award als bester Hauptdarsteller nominiert. Er verkörperte Poirot bis in die 1980er Jahre in zwei weiteren Kinofilmen (Das Böse unter der Sonne, Rendezvous mit einer Leiche) und in drei Fernsehproduktionen (Mord à la Carte, Tödliche Parties, Mord mit verteilten Rollen), bei denen jeweils ein Ensemble namhafter Schauspieler mitwirkte.

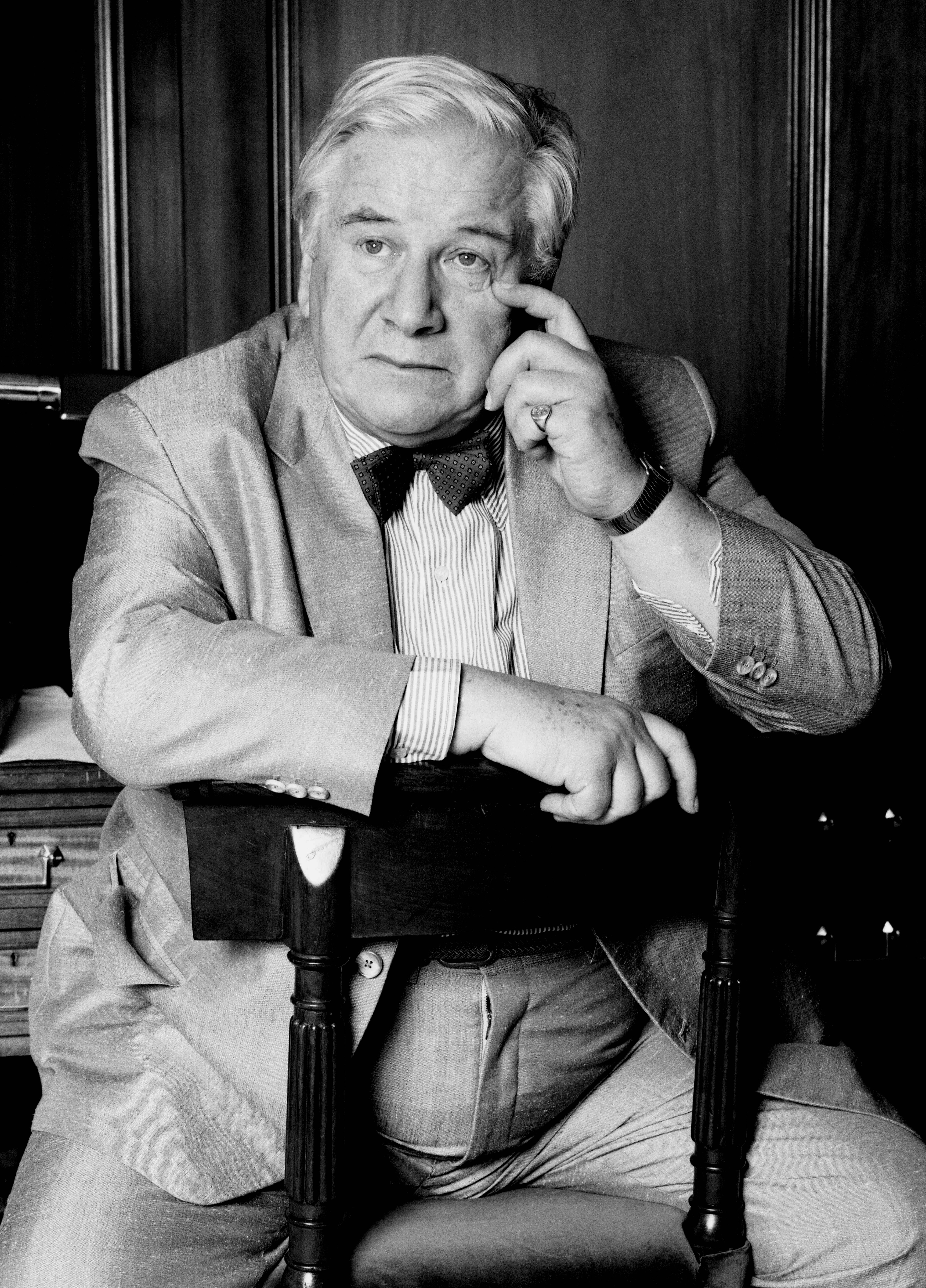
Peter Ustinov in seiner Suite im Berkeley-Hotel in London, Foto von Allan Warren (1986)

Ustinov forschte auch seinen eigenen Wurzeln nach und produzierte für das Fernsehen die Dokumentation Ustinovs Russland; dazu erschien 1988 auf Deutsch das gleichnamige Sachbuch. 1984 wollte er im Rahmen seiner dreiteiligen BBC-Reihe Ustinov’s People die indische Premierministerin Indira Gandhi interviewen. Während er auf das verabredete Gespräch wartete, sprach er frei in die Kamera, sinngemäß: „Hier stehe ich also im Garten von Indira Gandhi. Es sind Vögel in den Bäumen. Wächter stehen in den Winkeln. Es ist ruhig.“ Plötzlich Lärm und große Aufregung. Ohne die Lage richtig deuten zu können, versuchte Ustinov, die Fernsehzuschauer zu beruhigen. Kurz darauf sprach er in die Live-Kamera: „Ich muss gestehen: Als ich eben sagte, es sei nichts Ernstes geschehen, habe ich mir selbst nicht geglaubt. Auf Indira Gandhi ist soeben geschossen worden. Die Wächter stehen nicht mehr in den Winkeln. Aber die Vögel sind noch in den Bäumen.“ Tatsächlich wurde Indira Gandhi auf ihrem Weg zum Gespräch mit Ustinov erschossen. Indem Roger Willemsen den Satz „Die Vögel sind noch in den Bäumen“ später in seinem Nachruf Der Findling zu Ustinovs Lebenswerk als Einleitung wählte, ehrte er diesen für seine Literarizität wie auch für sein Pathos.
Auch in Deutschland spielte Ustinov Theater. So gab er 1987 in seinem eigenen Theaterstück Beethovens Zehnte an den Staatlichen Schauspielbühnen Berlin den Ludwig van Beethoven, neben Jürgen Thormann, Uta Hallant und Christiane Leuchtmann.
1989 spielte Ustinov die Rolle des „Mirabeau“ in Die Französische Revolution und im selben Jahr den „Detektiv Fix“ in der Fernsehverfilmung In 80 Tagen um die Welt von Reise um die Erde in 80 Tagen nach Jules Verne. Ebenfalls 1989 trat er bei den Spielfilmszenen zur deutschen Dokumentarserie Der fließende Fels um den Themenbereich Beton/Zement in verschiedenen Rollen auf.
1990 wurde Peter Ustinov von Queen Elisabeth II. zum Knight Bachelor ernannt, seitdem durfte er die Anrede „Sir“ vor seinem Namen führen. Zwei Jahre später wurde er Kanzler der nordenglischen Universität Durham. Durham Castle, wo auch ein College nach ihm benannt wurde, ist das bis heute älteste bewohnte Universitätsgebäude der Welt.

### Letzte Jahre und Tod
Auch in den 1990er Jahren war Ustinov weiterhin als Schauspieler und Schriftsteller tätig. 1992 trat er in der Rolle des „Professor Nikolai“ neben Nick Nolte und Susan Sarandon im Filmdrama Lorenzos Öl auf, 1999 in einer Gastrolle als Großvater von Chris O’Donnell in der Filmkomödie Der Junggeselle. Außerdem spielte er in mehreren Fernsehfilmen mit, u. a. in Alice im Wunderland, Deutschlandspiel und The Salem Witch Trials. Im Fernsehen präsentierte Ustinov Dokumentationen und Veranstaltungen, zuletzt 2003 das Schleswig-Holstein Musik Festival. Im genannten Jahr eröffnete er als deren Schirmherr außerdem die zweite Ausstellung der United Buddy Bears in Berlin.

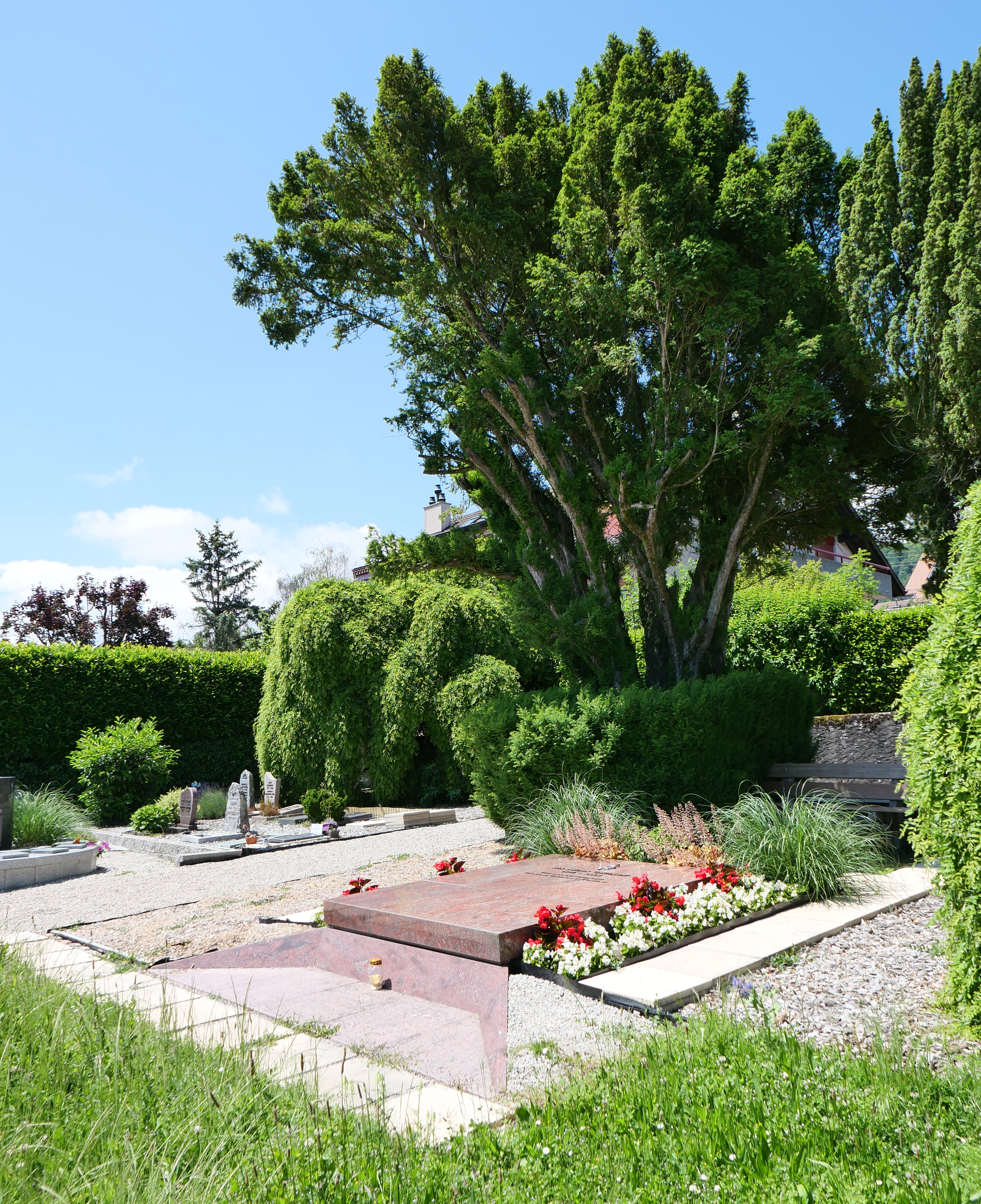
Das Grab im Jahr 2024.

1990 erschien Ustinovs Roman Der alte Mann und Mr. Smith und 1998 Monsieur René. In seinen Büchern und Erzählungen setzte er sich nicht nur mit Zeitsatire auseinander, vielmehr griff er zunehmend auch grundsätzliche Themen wie Formen des Humors, Lebensweisheiten und Kommunikationsschwierigkeiten auf. Nach seiner Meinung resultiere gerade Letzteres aus Vorurteilen und trage zur mangelnden Völkerverständigung bei. Aus diesem Grund intensivierte Ustinov seine eigene Beschäftigung mit der Bekämpfung von Vorurteilen. 1999 gründete er die internationale Peter Ustinov Stiftung und am 11. August 2003, gemeinsam mit der Stadt Wien, das Sir-Peter-Ustinov-Institut, eine Einrichtung, die sich verstärkt mit der Vorurteilsforschung auseinandersetzt. Seine eigenen Erkenntnisse zu diesem Thema verarbeitete Ustinov im 2003 erschienenen Band Achtung! Vorurteile, dem ersten Buch, das er selbst auf Deutsch verfasst hatte. Die Stiftungsprofessur an dem nach ihm benannten Institut wurde 2004 mit dem Psychologen Horst-Eberhard Richter besetzt; Ustinov selbst hat in Wien ebenfalls noch Vorträge gehalten. Seine eigene Stiftung baut u. a. Schulen in Afghanistan.

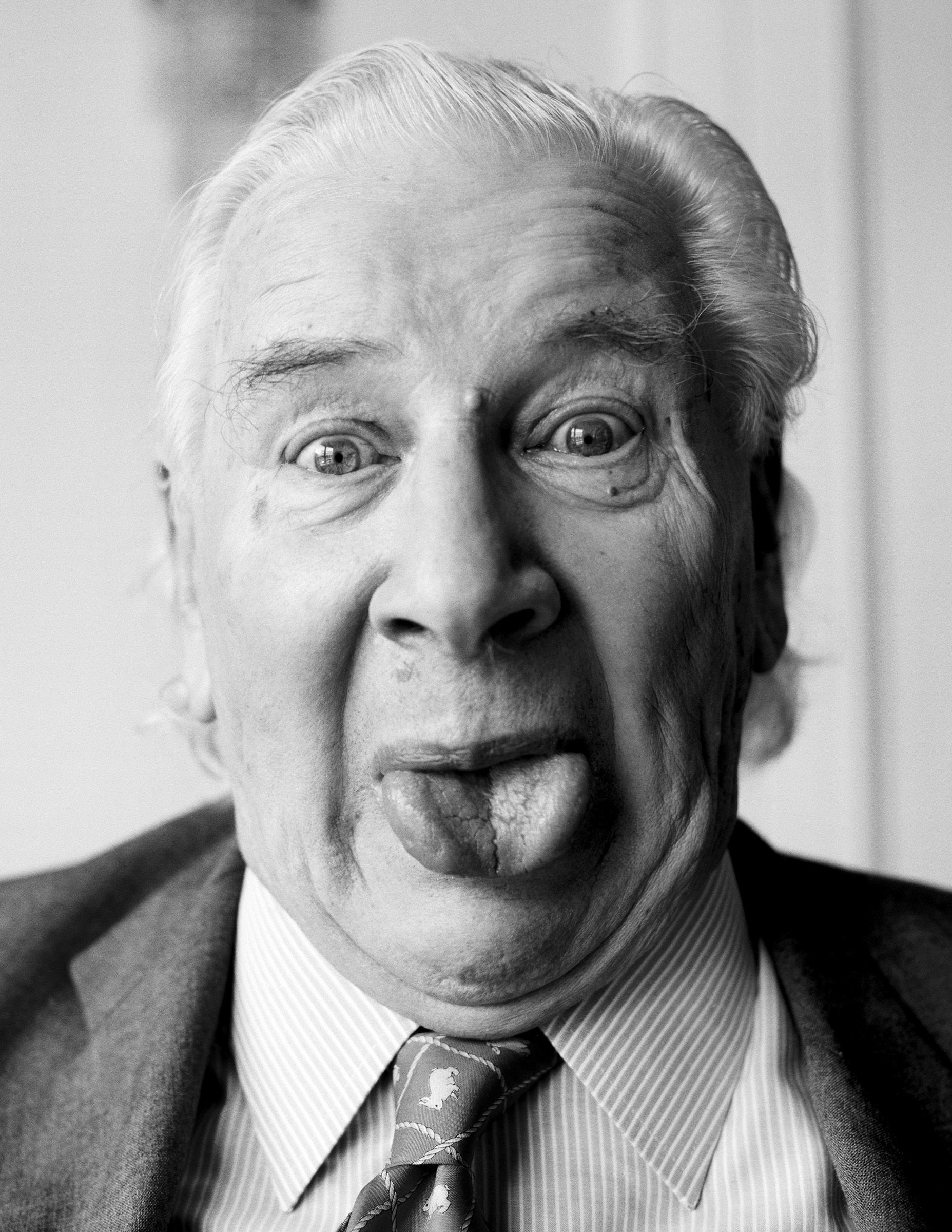
Peter Ustinov fotografiert von Oliver Mark, Berlin 2003

Auch im Alter äußerte er noch seine Meinung zu politischen Fragen, zuletzt im März 2004 als Mitaufrufer zum Ostermarsch der Friedensbewegung im deutschen Ramstein, wo in der US-amerikanischen Ramstein Air Base bis 2005 atomare Sprengköpfe gelagert wurden. Für sein soziales Engagement war Ustinov 1998 von Bundespräsident Roman Herzog mit dem Großen Bundesverdienstkreuz ausgezeichnet worden. Seit den 1980er Jahren hatte er auf der ganzen Welt Auszeichnungen für sein Lebenswerk erhalten.
2003 spielte er seine letzten beiden Rollen als „Friedrich der Weise“ in Luther und in dem Fernsehfilm Wintersonne nach Rosamunde Pilcher. In seinen letzten Lebensjahren war er schwer erkrankt, er litt an Diabetes und Ischialgie; zum Zeitpunkt der Filmpremiere von Luther war er auf einen Rollstuhl angewiesen.

Peter Ustinov starb am 28. März 2004 im Alter von 82 Jahren in einer Privatklinik in Genolier bei Genf an Herzversagen. Er ist auf dem Friedhof von Bursins (Schweiz) bestattet. Sein Grabstein trägt – trotz Ustinovs Eigenidentifizierung als säkularer Humanist – ein Kreuz und die Aufschrift:
« SIR PETER USTINOV
1921–2004
Writer-Actor-Humanist

Musicien-Membre de l’Institut »

## Bedeutung

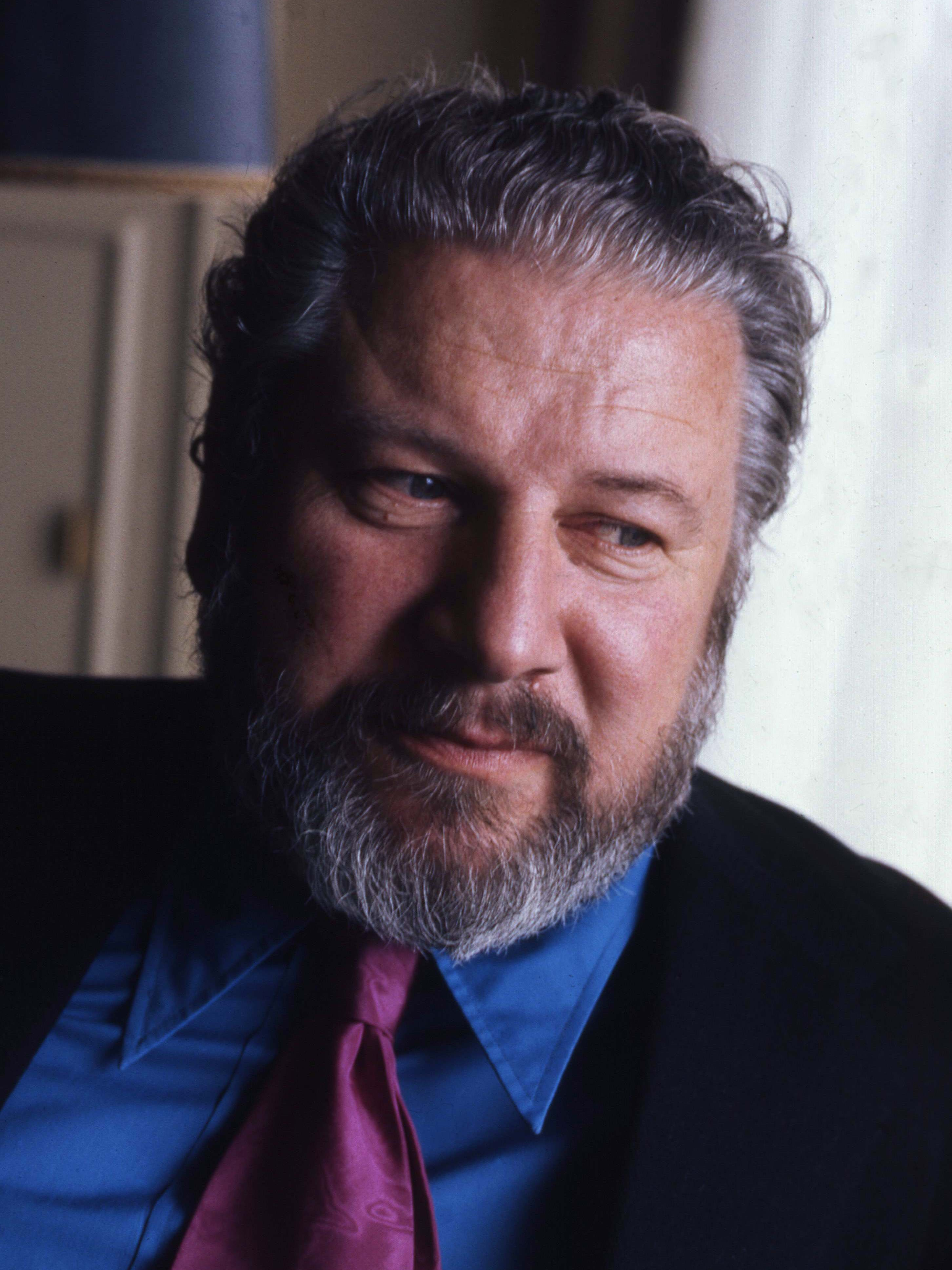
Peter Ustinov, Foto von Allan Warren (1973)

Peter Ustinov wird von einem breiten Publikum als Schauspieler mit Rollen wie Kaiser Nero oder Hercule Poirot assoziiert. Kritiker weisen auf sein ungemein großes künstlerisches Spektrum hin. Er betätigte sich in Film, Fernsehen, Theater, Literatur, Musik und Kunst und darüber hinaus als selbsternannter Erforscher und als Bekämpfer von Vorurteilen in den Bereichen Ethik und Sozialphilosophie. Internationale Anerkennung brachte ihm vor allem sein Engagement für das UN-Kinderhilfswerk UNICEF und seine Bemühungen um die weltweite Völkerverständigung.
Viele Ereignisse und Begegnungen mit bedeutenden Persönlichkeiten nahm er in seinen großen Anekdotenschatz auf. Seine humorvolle Betrachtung der Gesellschaft spiegelte sich in vielen seiner Theaterstücke und Bücher wider. Ustinov war im Laufe der Jahre auch als seriöser Journalist und Kolumnist für den Rundfunk sowie für Zeitschriften und Dokumentationen tätig. Als vielseitiger Erzähler und Kabarettist war er ein gern gesehener Gast in Talkshows und ein beliebter Moderator bei kulturellen Veranstaltungen (u. a. zugunsten von UNICEF) oder eigener Shows (wie z. B. bei Ein Abend mit Peter Ustinov).
Als großer Kenner der Klassischen Musik inszenierte er Opern und verfasste humoristische Begleittexte zu musikalischen Werken wie zu Camille Saint-Saëns’ Karneval der Tiere. Ustinov war auch ein überaus begabter Imitator von Geräuschen, (Tier-)Stimmen und Instrumenten. Er erlernte insgesamt acht Sprachen, von denen er sechs fließend oder fast fließend sprach.
Er war Kunst- und Kulturliebhaber und machte sich als solcher auch mit Bühnenbildern und Karikaturen einen Namen. Seit 1989 gehörte er als Nachfolger von Orson Welles der Pariser Akademie der Schönen Künste an; zudem war er Ehrendoktor zahlreicher Institute und Universitäten in Amerika, Europa und Asien. Auch öffentliche Ämter bekleidete er, etwa zweimal als Leiter einer britischen Universität sowie als Vorsitzender des World Federalist Movement.
Aufgrund seiner vielseitigen Interessen und Talente wurde und wird Ustinov als einzigartiges Universalgenie, als Weltbürger und Kosmopolit bezeichnet, der auf den unterschiedlichsten Gebieten sein Können entwickelt und Werke hervorgebracht hat. Eine der Suiten des Parkhotels Gütersloh der Bertelsmann Eignerfamilie Mohn trägt den Namen Sir Peter Ustinov Suite. Unweit davon ist auch das Logenhaus der Deutsch-Britischen Clubs Gütersloh zu finden.

### Aus Nachrufen

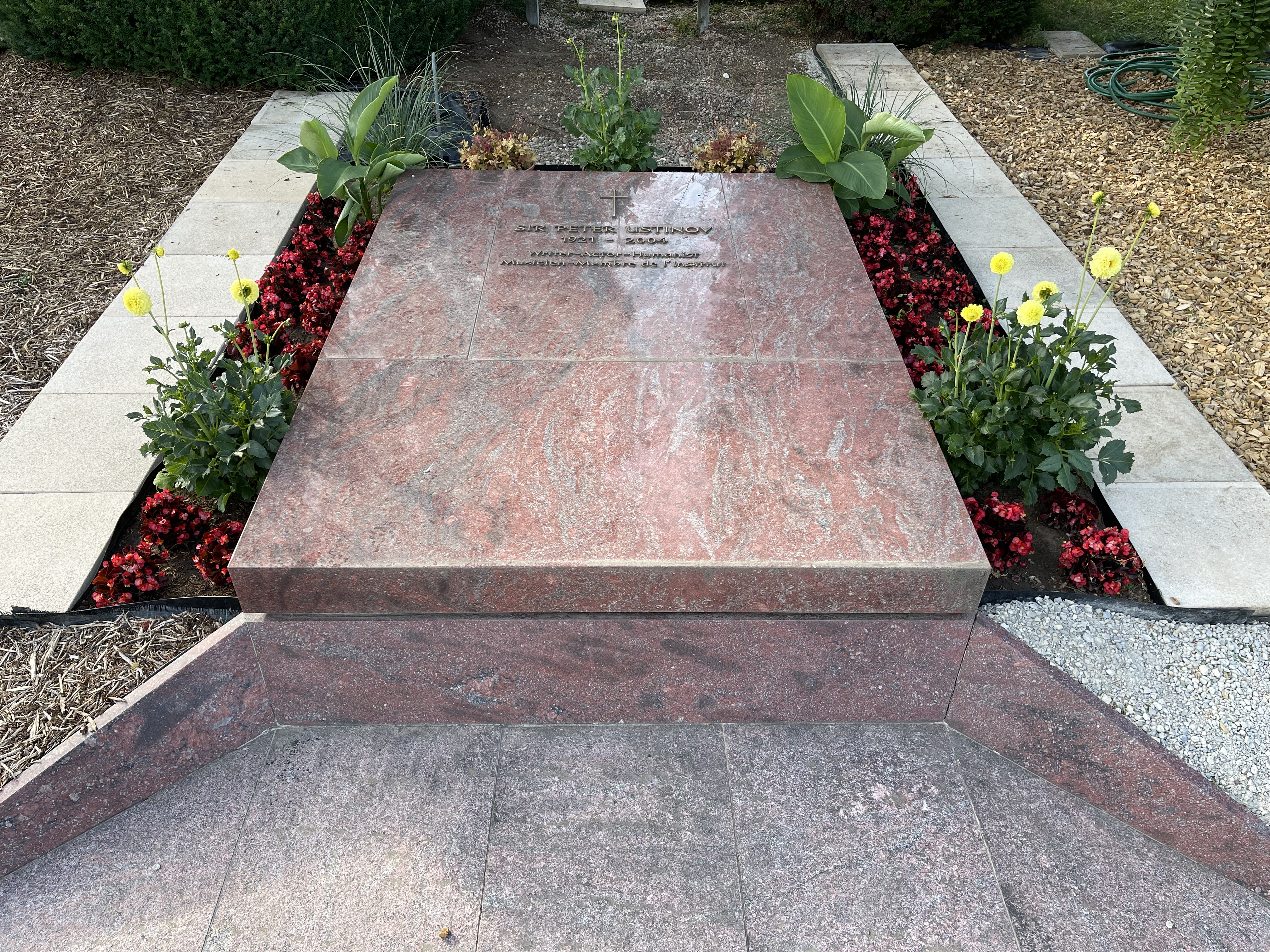
Grab von Sir Peter Ustinov auf dem Friedhof von Bursins.

Die Münchner Boulevardzeitung tz meinte im Nachruf: „Am stärksten wird uns das Lächeln im Gedächtnis bleiben. Dieser kleine, listige Gesichtsausdruck, bei dem die Augen immer ein bisschen mehr zu wissen schienen, als der Mund gerade sagte. Es war wohl dieser leise, niemals polternde Humor, den die Menschen so geliebt haben am großen Sir Peter Ustinov. Nur nichts allzu ernst nehmen, strahlte er aus … Hat die Zuneigung, die ihm überall entgegenschlug, in Hilfe für andere umgemünzt.“
Die FAZ schrieb am 29. März 2004: „Er … war einer der raren Allrounder mit europäischer Basis und Hollywood-Überbau: ein an Leibes- und Pointen- und Witzumfang stets zunehmendes Multi-Talent …“
Zu den wenigen Presseorganen, die sich negativ über Ustinov äußerten, gehört der britische Telegraph. Dort fasste Stephen Pollard seine Kritik an Ustinov in diesem Satz zusammen, der dessen angebliche Neigung belegen sollte, „Tyrannen zu entschuldigen und Tyrannei zu verteidigen“: „Stalin: ok., Unternehmen: kriminell; al-Qaida und die USA: moralisch gleich. Ermordung chinesischer Dissidenten: gut; Beseitigung von Tyrannen: schlecht. Das war die Weltanschauung des Sir Peter Ustinov, ‘Menschenfreund’.“

### Deutsche Peter-Ustinov-Schulen
In Deutschland gibt es acht Schulen, die seinen Namen tragen:
- Peter-Ustinov-Schule Berlin-Charlottenburg (staatliche Europa-Schule Berlin, Sekundarstufe I)
- Peter-Ustinov-Schule Eckernförde (Gemeinschaftsschule mit gymnasialer Oberstufe)
- Peter-Ustinov-Schule Hannover-Ricklingen (Hauptschule)
- Peter-Ustinov-Schule Köln-Nippes (städtische Realschule, Sekundarstufe I)
- Peter-Ustinov-Schule Mönchengladbach (städtische Förderschule)
- Peter-Ustinov-Schule Essen (städtische Grundschule)
- Peter-Ustinov-Schule Monheim am Rhein (Gesamtschule mit gymnasialer Oberstufe)
- Peter-Ustinov-Schule Hude (Oberschule mit gymnasialem Zweig)

## Werkverzeichnis
Zu Ustinovs umfangreichem Werk gehören seine Auftritte als Schauspieler in Film-, Fernseh- und Theaterproduktionen, seine Arbeiten als Film-, Fernseh-, Theater- und Opernregisseur sowie zahlreiche von ihm verfasste Theaterstücke, Film- und Fernsehdrehbücher, Romane, Novellen, Erzählungen und Sachbücher.

### Autobiografien
- Peter Ustinov: Ach du meine Güte! Unordentliche Memoiren. Ins Deutsche übersetzt von Traudl Lessing und Helga Zoglmann. Fritz Moden Verlag, Wien u. a. 1978. 367 S. (Originaltitel: Dear Me! Heinemann, London 1977); neu erschienen unter dem Titel Ich und Ich. Erinnerungen. Econ, Düsseldorf 1990; als Taschenbuch bei Bastei/Lübbe, Bergisch Gladbach 1993
- Bilder meines Lebens. Hrsg. von Hélène Ustinov. Kiepenheuer & Witsch, Köln 2004 (letztes von Ustinov geplantes Buchprojekt und posthum erschienener Bildband)

## Auszeichnungen

### Medienpreise
Oscar
- 1952: nominiert als „Bester Nebendarsteller“ (Quo vadis?)
- 1961: Bester Nebendarsteller (Spartacus)
- 1965: Bester Nebendarsteller (Topkapi)
- 1969: nominiert für das „Beste Originaldrehbuch“ (Das Millionending), zusammen mit Ira Wallach

British Academy Film Award
- 1962: nominiert für das „Beste britische Drehbuch“ (Die Verdammten der Meere)
- 1979: nominiert als „Bester Hauptdarsteller“ (Tod auf dem Nil)
- 1992: Britannia Award für das Lebenswerk
- 1995: nominiert für die „Beste Darbietung der Fernsehunterhaltung“ (An Evening with Sir Peter Ustinov)

Golden Globe
- 1952: „Bester Nebendarsteller“ (Quo vadis?)
- 1961: nominiert als bester Nebendarsteller (Spartacus)
- 1965: nominiert als „Bester Hauptdarsteller – Komödie oder Musical“ (Topkapi)

Internationale Filmfestspiele Berlin
- 1961: nominiert für den Goldenen Bären (Romanoff und Julia)
- 1972: Silberner Bär für künstlerische Vielseitigkeit
- 1972: nominiert für den Goldenen Bären (Hammersmith is out)

Evening Standard British Film Award
- 1980: Bester Hauptdarsteller (Tod auf dem Nil)

Emmy
- 1958: „Beste Einzeldarbietung eines Darstellers/Haupt- oder Nebenrolle“ (Omnibus: The Life of Samuel Johnson)
- 1967: „Herausragende Einzeldarbietung eines Hauptdarstellers“ (Barefoot in Athens)
- 1970: „Herausragende Einzeldarbietung eines Hauptdarstellers“ (A Storm in Summer)
- 1982: nominiert für „Herausragende individuelle Leistung in Informationeller Sendung“ (Omni: The New Frontier)
- 1985: nominiert für „Herausragende klassische Sendung der Darbietenden Künste“ (Der wohltemperierte Bach)

Tony Award
- 1958: nominiert für das beste Stück (Romanoff und Julia)
- 1958: nominiert als „Bester Hauptdarsteller“ (Romanoff und Julia)

Grammy
- 1960: Preis für die „Beste Aufnahme für Kinder“ (Prokofjew: Peter and the Wolf) mit dem Philharmonia Orchestra unter Leitung von Herbert von Karajan

Lebenswerk
- 1992: Britannia Award
- 1993: Londoner Kritikerpreis
- 1994: Bambi
- 1997: Deutscher Videopreis des DIVA Award
- 1998: Bayerischer Fernsehpreis
- 2001: Goldene Kamera
- 2002: Planetary Consciousness Award des Club of Budapest
- 2002: Siemens Life Award[22]
- 2004: Bayerischer Filmpreis
- 2004: Charity Award der Rose d’Or gemeinsam mit UNICEF (posthum)

weitere
- 1974: Goldene Kamera als bester Schauspieler für Notenwechsel
- 1978: Prix de la Butte für Ach du meine Güte! Unordentliche Memoiren
- 1981: Karl-Valentin-Orden
- 1987: „Goldenes Schlitzohr“

### Ehrungen durch Staaten und Institutionen
Orden und Ehrenzeichen
- 1957: Benjamin-Franklin-Medaille der Royal Society of Arts
- 1961: Goldener Schlüssel zur Stadt Washington, D.C.
- 1975: Commander of the Order of the British Empire (CBE)
- 1978: Internationaler UNICEF-Preis für herausragende Dienste
- 1985: Commandeur des Arts et des Lettres
- 1986: Istiqlal-Orden des Haschemitischen Königreichs Jordanien
- 1987: Orden der Jugoslawischen Flagge
- 1987: Auswärtiges Mitglied der Académie des Beaux-Arts
- 1990: Goldmedaille der Stadt Athen
- 1990: Medaille des Griechischen Roten Kreuzes
- 1990: Erhebung in den britischen Adelsstand als Knight Bachelor (Anrede „Sir“)
- 1991: Ehrenmedaille der Karlsuniversität Prag
- 1994: Brasilianischer Nationalorden des Kreuzes des Südens
- 1994: Deutscher Kulturpreis
- 1995: Internationaler UNICEF-Preis für herausragende Dienste
- 1998: Großes Bundesverdienstkreuz
- 2001: Österreichisches Ehrenkreuz für Wissenschaft und Kunst 1. Klasse
- 2004: Bremer Hansepreis für Völkerverständigung

Ehrendoktorwürden
- 1967: Cleveland Institute of Music (Ehrendoktor der Musik)
- 1969: Universität Dundee (Ehrendoktor der Rechte)
- 1971: LaSalle College Philadelphia (Ehrendoktor der Rechte)
- 1972: Universität Lancaster (Ehrendoktor der Geisteswissenschaften)
- 1973: Universität Letherbridge (Ehrendoktor der Schönen Künste)
- 1984: Universität Toronto
- 1988: Universität Georgetown (Ehrendoktor der Geisteswissenschaften)
- 1991: Universität Ottawa (Ehrendoktor der Rechte)
- 1992: Universität Durham (Ehrendoktor der Geisteswissenschaften)
- 1995: St. Michael’s College Toronto
- 1995: Päpstliches Institut für Mittelalterliche Studien
- 1995: Universität Brüssel
- 2000: Nationale Universität von Irland
- 2001: Internationale Universität Genf

## Sekundärliteratur

### Monographien, Biographien
- John Miller: Peter Ustinov – Die Gabe des Lachens – Seine Lebensgeschichte. Aufgeschrieben von John Miller, aus dem Englischen von Hermann Kusterer, 4. Auflage, Fischer TB 16152, Frankfurt am Main 2004, ISBN 3-596-16152-5
- Tony Thomas: Ustinov in Focus. Zwemmer & Barnes, London und New York 1971, ISBN 0-498-07859-0
- Nadia Benois Ustinov: O diese Ustinovs! (OT: Klop and the Ustinov Family). DVA, Stuttgart 1975, ISBN 3-421-01705-0
- Christopher Warwick: Peter Ustinov. Schlitzohr und Gentleman (OT: The Universal Ustinov). Heyne, München 1992, ISBN 3-453-05761-9
- Peter Ustinov: Bilder meines Lebens. Kiepenheuer & Witsch, Köln 2004, ISBN 3-462-03418-9

### Interviews und Gespräche
- Gero von Boehm: Peter Ustinov. 18. September 2002. Interview in: Begegnungen. Menschenbilder aus drei Jahrzehnten. Collection Rolf Heyne, München 2012, ISBN 978-3-89910-443-1, S. 329–326
- Felizitas von Schönborn: Peter Ustinov »Ich glaube an den Ernst des Lachens«. 5. Auflage. Fischer TB 14799, Frankfurt am Main 2004, ISBN 3-596-14799-9 (thematische Interview- und Gesprächsammlung)
- Peter Ustinov, Henning von Vogelsang, Timo Fehrensen: Die Zweifel halten die Menschheit zusammen; Hess, Ulm / Bad Schussenried 2003, ISBN 3-87336-193-0 (das letzte lange Interview und Gespräch zwischen Ustinov, dem Liechtensteiner Publizisten Karl Frhr. von Vogelsang und dem deutschen Kulturjournalisten Timo Fehrensen)
- Renata Schmidtkunz: Peter Ustinov. Mandelbaum, Wien 2008, ISBN 978-3-85476-283-6 (= Im Gespräch)